# Зайченцето бяло
„Зайченцето бяло“ е една от най-популярните български детски песни. Текстът е написан от Леда Милева, а музиката – от Петър Ступел.

## История
Според твърдението на Леда Милева, текстът е написан съвсем случайно и набързо. Един ден, докато е уредник на списанието „Първи стъпки“, се оказва, че остава половин празна страница, а списанието вече е подадено за печат. Песента е написана набързо, за да попълни тази празнота.
След войната Леда Милева е поканена в Радио София, за да организира детско предаване. Тя започва да издирва и събира детски песни. Показва и няколко свои стихотворения на младия тогава композитор Петър Ступел, с идеята той да създаде музика по тях. Сред тях е и „Зайченцето бяло“. Петър Ступел написва музиката и разучава песента с групата „Детска песен“, която се състои от няколко деца и актриси от Младежкия театър. Изпълняват я със съпровод на пиано от самия Петър Ступел. Излъчена е в ефира на единствената детска програма на радиото. Тъй като по това време телевизията все още не е навлязла в България, предаванията за деца се излъчват по радиото три пъти дневно, а „Зайченцето бяло“ звучи по няколко пъти на ден. Хората бързо я научават и обикват и песничката остава в българската музикална култура като една от вечните детски песни с изящна мелодичност.

## Текст
Зайченцето бяло

цял ден си играло

в близката горичка

със една сърничка.

Вече се стъмнило,

слънцето се скрило.

Зайчето разбрало,

че е закъсняло.

Хукнало да бяга,

както му приляга,

но във тъмнината

сбъркало следата!

Седнало да плаче

малкото юначе.

На кого да каже

път да му покаже?

Спряла под елата

с лампичка в ръката

малката Светулка,

на щуреца булка.

Зайчето видяла,

пътя му огряла.

Отишло при Зайка,

## Ноти
```
G-G-E-G-C-A-G    Зай-чен-це-то бя-а-ло
G-G-E-G-C-A-G    цял ден си иг-ра-a-ло
F-F-G-G-E-G      в близ-ка-та го-рич-ка
F-F-G-G-E-G      със ед-на сър-нич-ка,
A-A-C-C-G-C      в близ-ка-та го-рич-ка
G-F-E-D-C-C      със ед-на сър-нич-ка.

```